# Châtillens
Châtillens (toponimo francese) è una frazione di 492 abitanti del comune svizzero di Oron, nel Canton Vaud (distretto di Lavaux-Oron).

## Storia

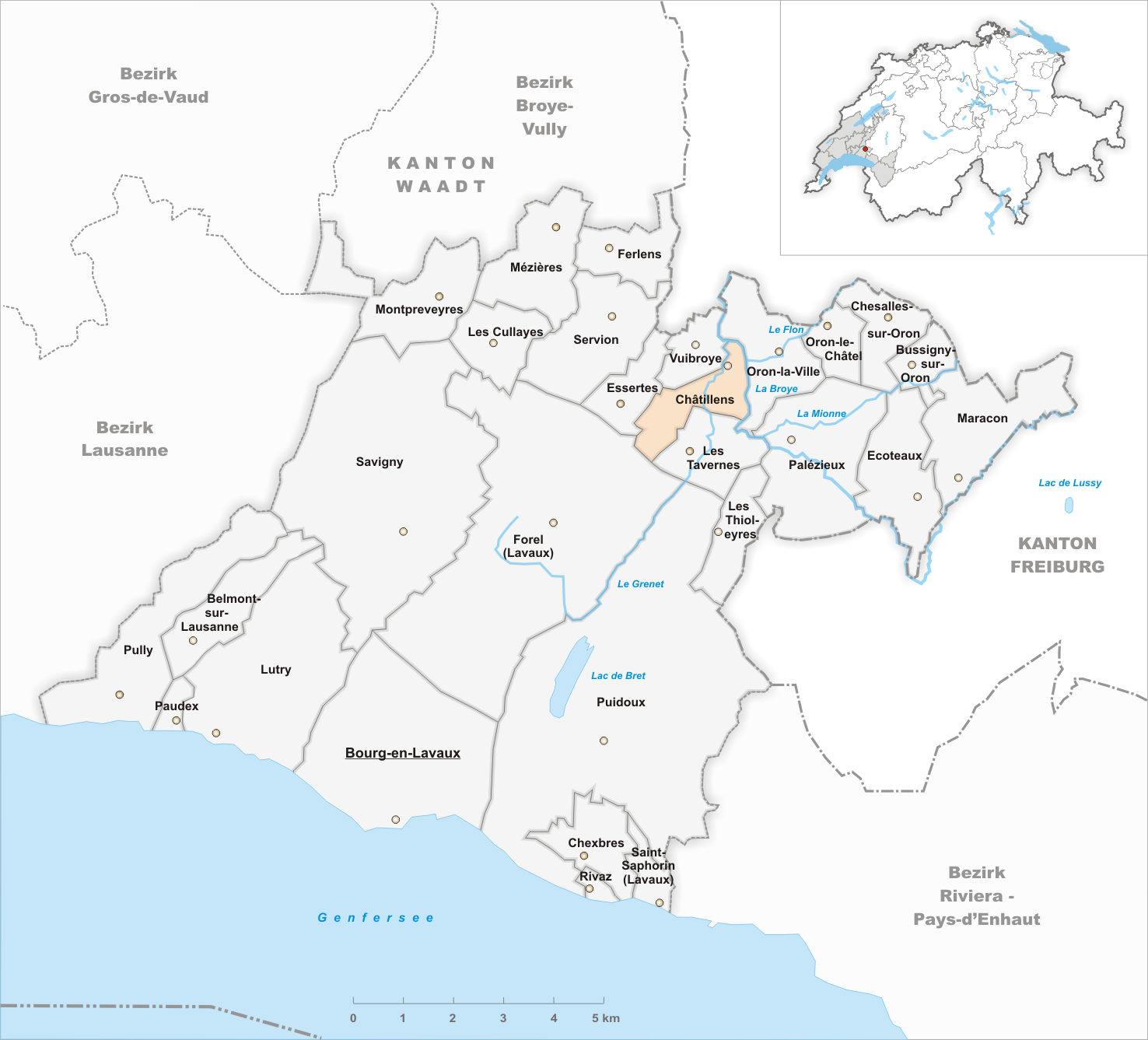
Il territorio del comune di Châtillens prima degli accorpamenti comunali del 2012

Già comune autonomo, dal suo territorio nel 1814 furono scorporate le località di Essertes e Les Tavernes, divenute a loro volta comuni autonomi. Il residuo comune di Châtillens, che si estendeva per 2,11 km², nel 2012 è stato accorpato agli altri comuni soppressi di Bussigny-sur-Oron, Chesalles-sur-Oron, Ecoteaux, Oron-la-Ville, Oron-le-Châtel, Palézieux, Les Tavernes, Les Thioleyres e Vuibroye per formare il nuovo comune di Oron.

## Monumenti e luoghi d'interesse

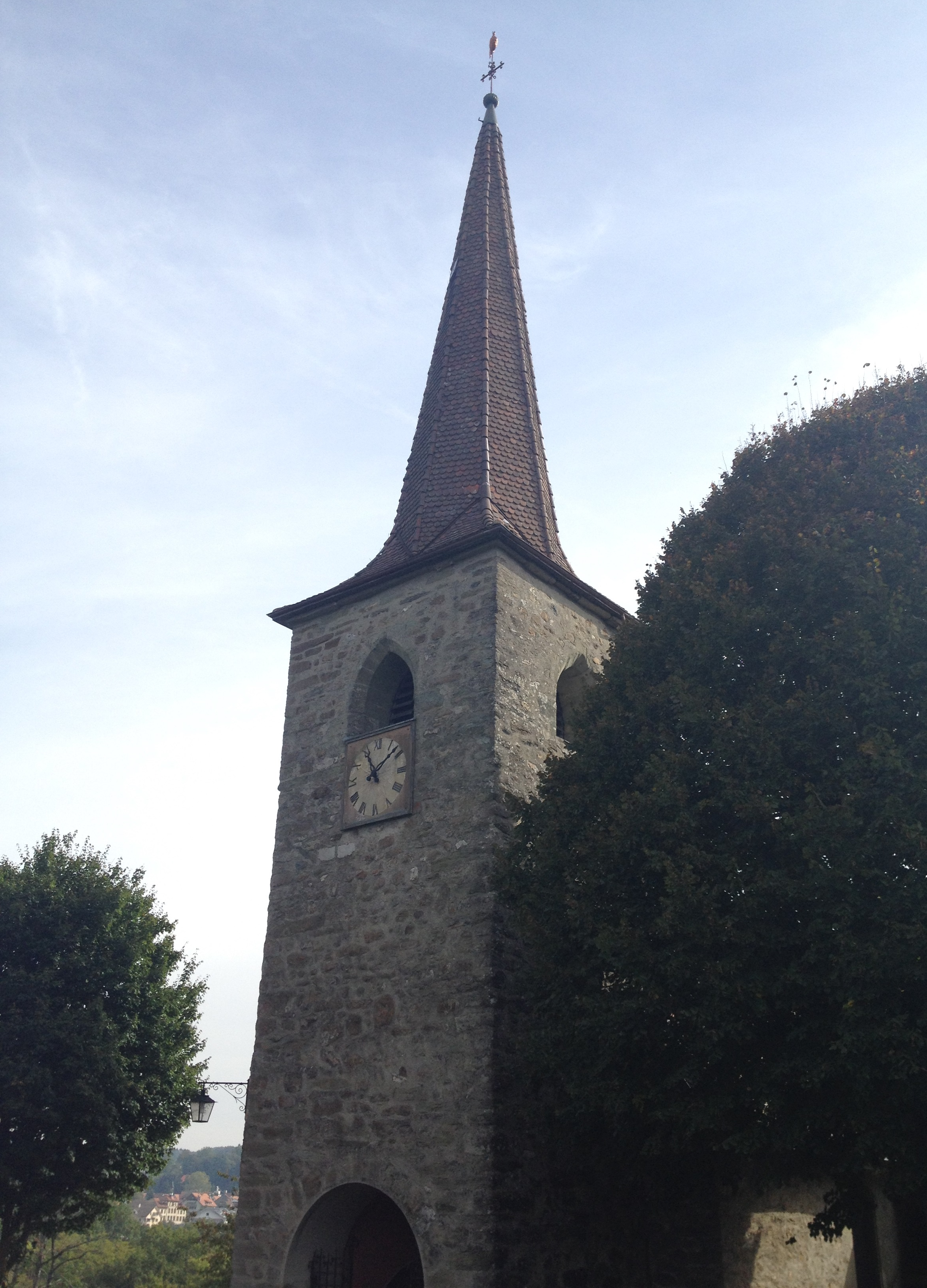
La chiesa dei Santi Maurizio, Innocente e Pancrazio

- Chiesa riformata dei Santi Maurizio, Innocente e Pancrazio, attestata dal XII secolo[1].

## Società

### Evoluzione demografica
L'evoluzione demografica è riportata nella seguente tabella:
Abitanti censiti

## Infrastrutture e trasporti

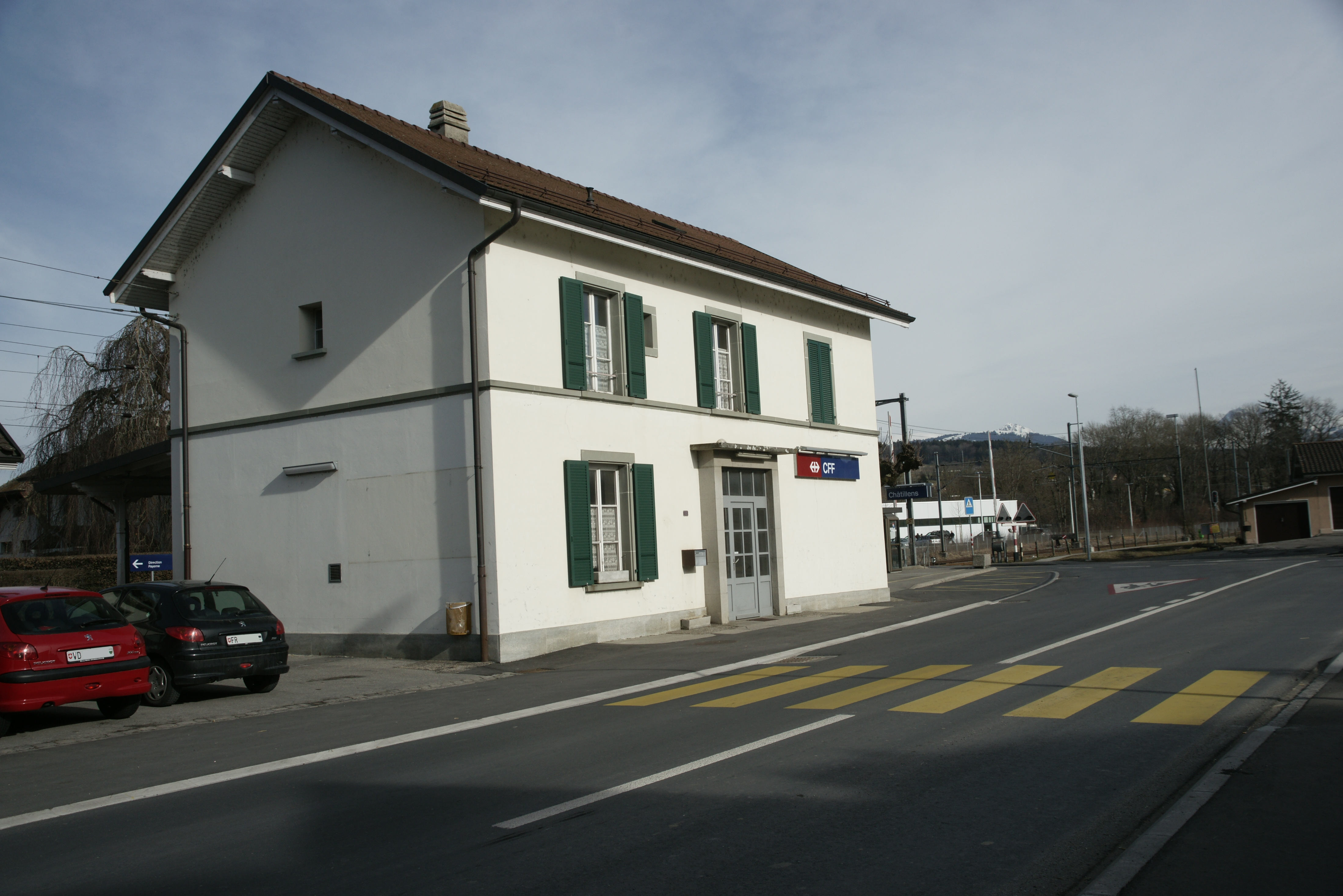
La stazione di Châtillens

Châtillens è servito dall'omonima stazione, sulla ferrovia Palézieux-Lyss.

## Amministrazione
Ogni famiglia originaria del luogo fa parte del cosiddetto comune patriziale e ha la responsabilità della manutenzione di ogni bene ricadente all'interno dei confini della frazione.